# José Fernandes
José Carlos Prates Neves Fernandes, conegut com a José Fernandes, (Santarém, 30 d'octubre de 1995) és un ciclista portuguès. S'ha proclamat dos cops campió nacional sub-23 en contrarellotge.

## Palmarès
- 2015
  -  Campió de Portugal sub-23 en contrarellotge
- 2017
  -  Campió de Portugal sub-23 en contrarellotge
  - 1r a la Volta a Portugal del Futur i vencedor d'una etapa
- 2018
  - 1r al Trofeu Joaquim Agostinho
- 2019
  - Vencedor d'una etapa del Trofeu Joaquim Agostinho